# Sellnickia caudata
Sellnickia caudata är en kvalsterart som först beskrevs av Michael 1898.  Sellnickia caudata ingår i släktet Sellnickia och familjen Oribatulidae. Inga underarter finns listade i Catalogue of Life.